# 仙王座20
仙王座20，又名BD+62 2029，HD 209960、SAO 19847、HR 8426，是仙王座的一颗恒星，视星等为5.27，位于銀經105.16，銀緯5.81，其B1900.0坐标为赤經22h 1m 58s，赤緯+62° 5.81′ 52″。